# Asveja
Asveja (lit. Asveja ili Dubingių ežeras) je jezero u istočnoj Litvi. Ledenjačkog je postanka.
Najduže je litvansko jezero, dugo više od 22 kilometra. Također, s dubinom do 50,2 metara jedno je od najdubljih jezera u zemlji. Najveća širina jezera je samo 880 metara.
Posebnost je drveni most preko jezera dug 84 metra, otvoren 1934. godine i još uvijek je u upotrebi. Most je otvorio prvi litvanski predsjednik Antanas Smetona. Godine 1992. osnovan je istoimeni regionalni park radi zaštite ekosustava i krajolika.